# Coming Out of the Dark
Singles de Gloria Estefan
Renacer
(1990) Seal our Fate
(1991)
Coming Out of the Dark est une chanson de l'artiste américaino-cubaine Gloria Estefan issue de son second album studio en solo Into the Light. Elle sort en single le 10 janvier 1991 sous le label Epic Records.

## Performance dans les hits-parades
| Classement (1991)                          | Meilleure position |
| ------------------------------------------ | ------------------ |
| Allemagne (Media Control AG)               | 45                 |
| Belgique (VRT Top 30)                      | 10                 |
| Canada (RPM)                               | 1                  |
| Irlande (Irish Recorded Music Association) | 16                 |
| Nouvelle-Zélande (RMNZ)                    | 26                 |
| Royaume-Uni (UK Singles Chart)             | 25                 |
| Suisse (Schweizer Hitparade)               | 28                 |
| États-Unis (Hot 100)                       | 1                  |
| États-Unis (R&B/Hip-Hop Songs)             | 60                 |
| États-Unis (Adult Contemporary)            | 1                  |